# 가쿠덴역 (홋카이도)
가쿠덴역(일본어: 学田駅)은 일본 홋카이도 후라노시에 위치한 홋카이도 여객철도 후라노 선의 철도역이다. 역 번호는 F44이며, 단선 승강장 1면 1선의 구조를 갖춘 지상역이다.

## 역 주변
- 국도 제237호선

## 역사
- 1958년 3월 25일 : 일본국유철도의 역으로서, 후라노 역 - 나카후라노 역 간에 시카우치역과 함께 개설. 여객 취급만.
- 1987년 4월 1일 : 일본국유철도 분할 민영화에 의해, 홋카이도 여객철도가 승계.

## 인접 역
| 홋카이도 여객철도       | 홋카이도 여객철도 | 홋카이도 여객철도             |
| ----------------------- | ----------------- | ----------------------------- |
| T 30 후라노 후라노 방면 | 후라노 선         | 시카우치 F 43 아사히카와 방면 |